# Santa Clara (Nouveau-Mexique)
Pour les articles homonymes, voir Santa Clara.
Santa Clara est un village de l'État américain du Nouveau-Mexique, situé dans le Comté de Grant. Selon le recensement de 2010, sa population est de 1 686 habitants.